# 미국국립의학도서관분류법
미국국립의학도서관분류법(National Library of Medicine classification, NLM) 시스템은 의학 및 전임상 기초과학 분야를 포괄하는 도서관 색인 시스템이다. NLM 분류는 LC(미국 의회 도서관) 분류 시스템을 따라 패턴화되었다. 즉, 알파벳 문자는 숫자로 세분화된 광범위한 주제 범주를 나타낸다. 예를 들어, QW 279는 미생물학이나 면역학의 측면에 관한 책을 나타낸다.
NLM 분류의 1자 또는 2자 알파벳 코드는 제한된 범위의 문자(QS–QZ 및 W–WZ)만 사용한다. 이를 통해 NLM 시스템은 이러한 범위 중 어느 것도 LC 시스템에서 사용되지 않으므로 더 큰 LC 코딩 방식과 공존할 수 있다. 그러나 LC 시스템에는 NLM과 겹치는 세 가지 기존 코드인 인체 해부학(QM), 미생물학(QR) 및 의학(R)이 있다. 더 이상의 혼란을 피하기 위해 이 세 가지 코드는 NLM에서 사용되지 않는다.
개별 일정(문자 또는 문자 쌍)의 제목은 간단한 형식(예: QW - 미생물학 및 면역학, WG - 심혈관 시스템)으로 제공되며 함께 NLM 분류에서 다루는 주제의 개요를 제공한다. 제목은 광범위하게 해석되며 생리학적 시스템, 이와 관련된 전문 분야, 주로 관련된 신체 부위 및 하위 관련 분야를 포함한다. NLM 시스템은 계층적이며 각 일정 내에서 일반적으로 기관별 구분이 우선순위를 갖는다. 각 주요 일정과 일부 하위 섹션은 사전, 지도첩, 실험실 매뉴얼 등과 같이 출판 유형별로 자료를 분류하는 일반적으로 1~49 범위의 양식 번호 그룹으로 시작된다.
주요 일정 QS-QZ, W-WY 및 WZ(WZ 220-270 범위 제외)는 1913년 이후에 출판된 작품을 분류한다. 1801~1913년에 출판된 작품에는 19세기 일정이 사용된다. WZ 220-270은 1801년 이전에 출판된 작품에 대한 세기 그룹을 제공하는 데 사용된다.

## 같이 보기
- 듀이 십진분류법
- 콜론 분류법
- 미국의회도서관 분류법
- 국제십진분류법